# Янош, Владимир
Владимир Янош (чеш. Vladimír Jánoš; род. 23 ноября 1945, Прага) — чехословацкий гребец, выступавший за сборную Чехословакии по академической гребле в 1968—1977 годах. Бронзовый призёр летних Олимпийских игр в Мюнхене, обладатель бронзовой медали чемпионата Европы, победитель и призёр первенств национального значения.

## Биография
Владимир Янош родился 23 ноября 1945 года в Праге.
Впервые заявил о себе в академической гребле на международном уровне в сезоне 1968 года, когда вошёл в состав чехословацкой национальной сборной и благодаря череде удачных выступлений удостоился права защищать честь страны на летних Олимпийских играх в Мехико — в программе восьмёрок финишировал пятым.
В 1971 году показал шестой результат в распашных рулевых четвёрках на чемпионате Европы в Копенгагене.
Находясь в числе лидеров чехословацкой команды, благополучно прошёл отбор на Олимпийские игры 1972 года в Мюнхене — в составе распашного четырёхместного экипажа, куда также вошли гребцы Карел Неффе, Отакар Маречек, Франтишек Провазник и рулевой Владимир Петршичек, в решающем финальном заезде финишировал третьим позади команд из ФРГ и ГДР, завоевав тем самым бронзовую олимпийскую медаль.
После мюнхенской Олимпиады Янош оставался действующим спортсменом ещё в течение одного олимпийского цикла и продолжал принимать участие в крупнейших международных регатах. Так, в 1973 году он выиграл бронзовую медаль в распашных четвёрках с рулевым на чемпионате Европы в Москве.
В 1975 году в той же дисциплине стал пятым на чемпионате мира в Ноттингеме.
В 1976 году стартовал на Олимпийских играх в Монреале — на сей раз занял в главном финале четвёртое место, до призовой позиции ему не хватило около трёх секунд.
Один из последних значимых результатов на международной арене показал в сезоне 1977 года, когда в восьмёрках финишировал четвёртым на чемпионате мира в Амстердаме.